# 舞鶴自然文化園
舞鶴自然文化園（まいづるしぜんぶんかえん）は、約1,500種3万本のツバキ園や、100種10万本のアジサイ園が整備された都市公園（風致公園）である。京都府舞鶴市に位置している。
舞鶴自然文化園は、旧西武農場跡地を舞鶴市が取得し、公園として整備を進めているもので、敷地面積43.7haのうち、現在は34.7haを一般公開している。また開花シーズンには多くの観光客が来園するのに合わせて、写真やパネルの展示、苗木の即売なども開設している。

## 所在地
- 所在地：〒625-0152　京都府舞鶴市多祢寺24-12
- 問合せ：公益財団法人舞鶴市花と緑の公社

## 開園時間・休園日
- 開園時間：3月～9月/9：00～17:00・10月～2月/9:00～16:30
- 休閉園日：年末年始（12月29日～1月3日）

2010年よりツバキ展、アジサイ展期間中は入園料を徴収している。金額は大人300円、小人150円(20名以上の団体の場合は一人当たり大人200円、小人100円)
但し、京都交通が1000円(税込、小人は半額)で販売している舞鶴かまぼこ手形を提示すると、入園料が無料になる。
なお、東舞鶴駅から当園までの運賃は成人は片道600円(小人は半額)である(2014年4月1日の消費税率引き上げ以降も変更なし)が、舞鶴かまぼこ手形を用いると京都交通の舞鶴市内区間が1日乗り放題である。

## アクセス
- JR舞鶴線・東舞鶴駅より京都交通バス。

## 周辺の名所・文化施設
- 舞鶴引揚記念館
- 舞鶴親海公園、エルマールまいづる
- 舞鶴市農業公園・ふるるファーム
- 舞鶴クレインブリッジ
- 松尾寺
- 金剛院
- 赤れんが博物館
- 舞鶴市政記念館
  - 舞鶴赤レンガ倉庫群（12棟の煉瓦倉庫群）
- 五老スカイタワー